# Fashion Killa (canción de ASAP Rocky)
Fashion Killa —(en español: chica/o de moda )— es una canción de hip hop del rapero de trap estadounidense ASAP Rocky. La canción fue atendida a la radio urbana contemporánea en los Estados Unidos en noviembre de 2013, como el cuarto sencillo de su álbum debut Long. Live. ASAP. La canción fue producida tanto por Hector Delgado y el propio Rocky bajo el seudónimo de LORD FLACKO y Friendzone como coproductor.

## Vídeo musical
El video musical de la canción se estrenó en BET 106 & Park el 23 de septiembre de 2013. Cantante barbadense Rihanna aparece en todo el vídeo, mientras que su compañero de Rocky ASAP miembro Mob ASAP Ferg, también hace un caneo.

## Lista de canciones
Sencillo en iTunes
| N.º | Título | Escritor(es) | Productor(es) | Duración |  |

## Lista de posiciones
| Chart (2013)                         | Posición más alta |
| ------------------------------------ | ----------------- |
| Reino Unido (UK Singles Chart)       | 80                |
| Reino Unido (UK R&B Chart)           | 11                |
| US Hot R&B/Hip-Hop Songs (Billboard) | 46                |